# Proton Inspira
Proton Inspira — переднеприводной среднеразмерный седан малайзийской марки Proton Edar Sdr Holding, производимый с октября 2010 по апрель 2015 года. За основу этого автомобиля была взята японская модель Mitsubishi Lancer 10 поколения. Название Inspira произошло от малайзийского слова Inspirasi (вдохновение).

## История

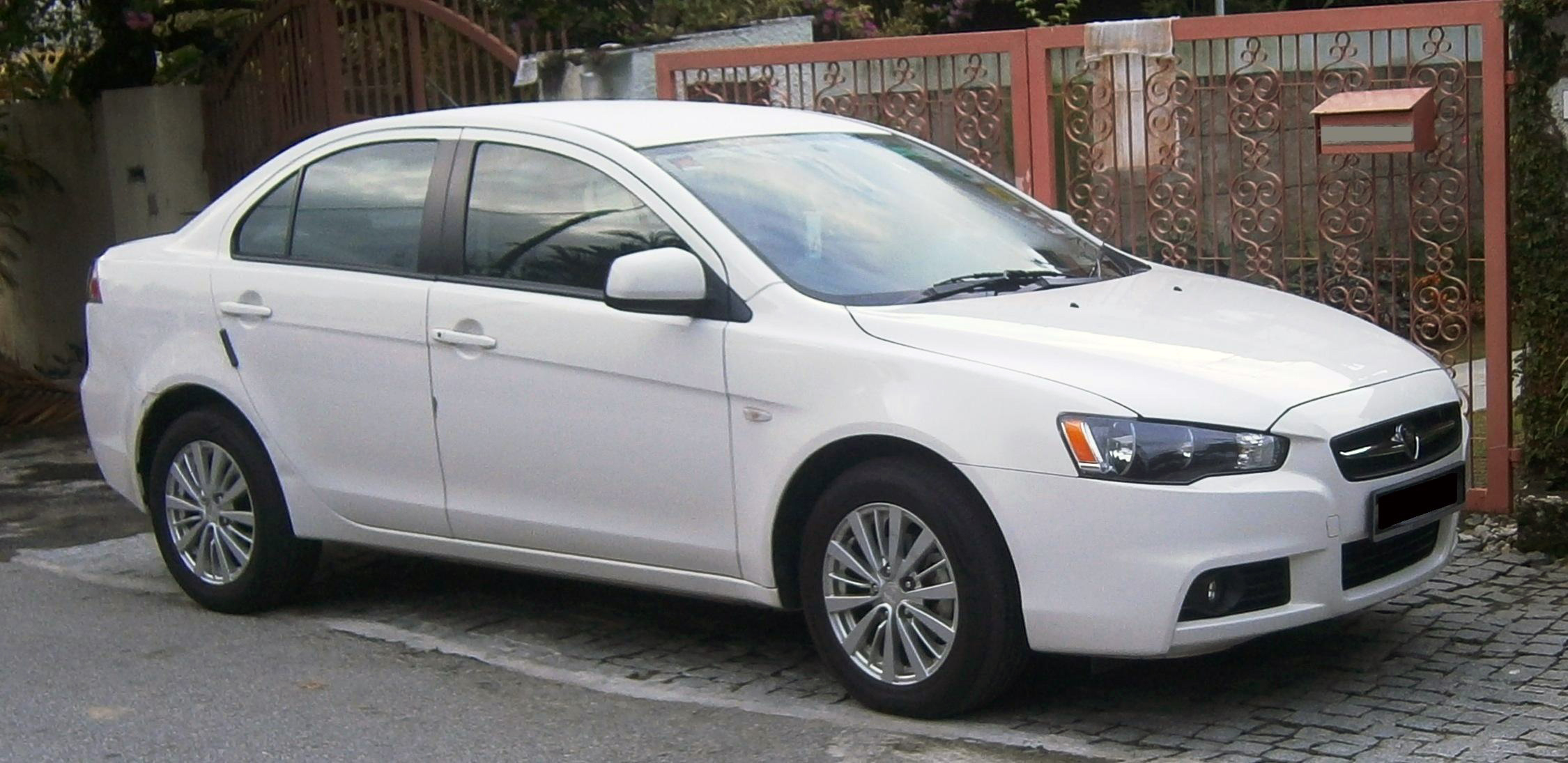
Proton Inspira 1.8E

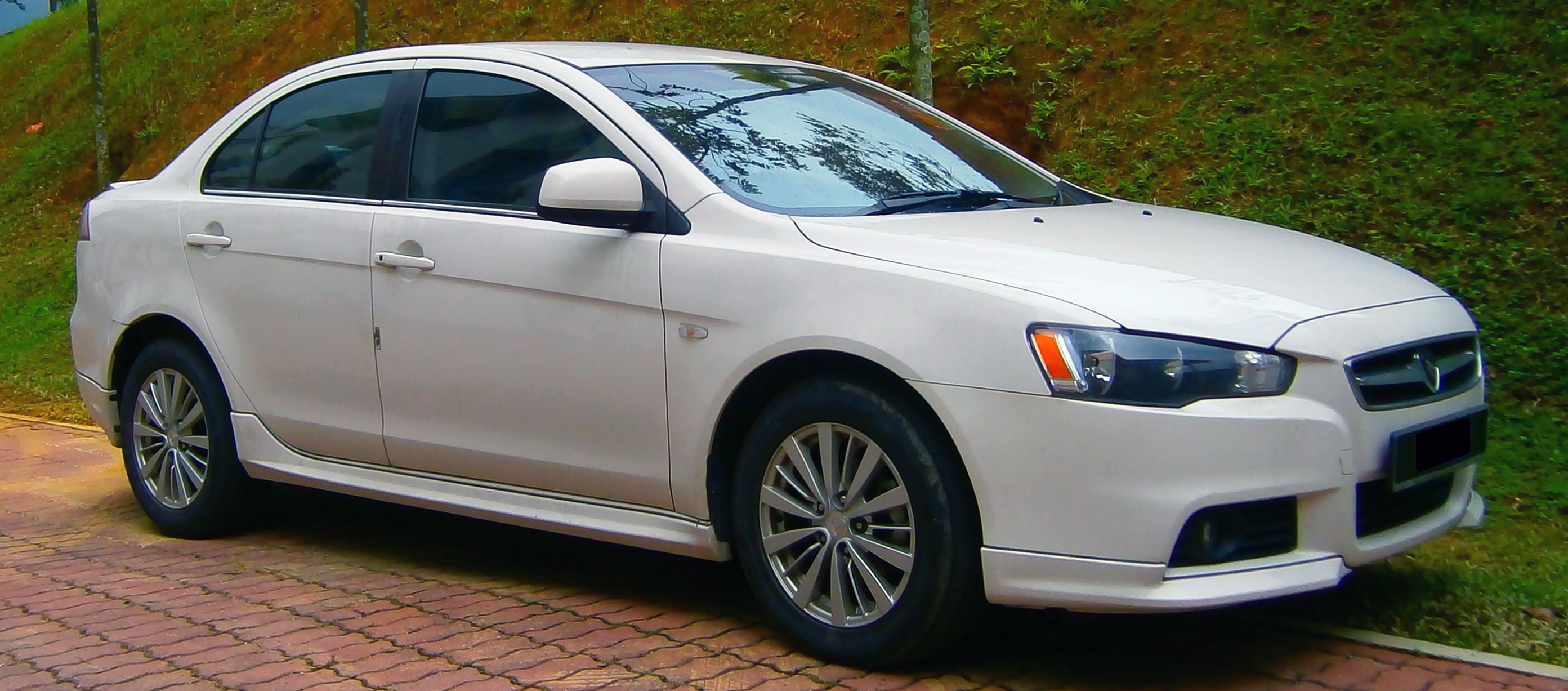
Proton Inspira 2.0P

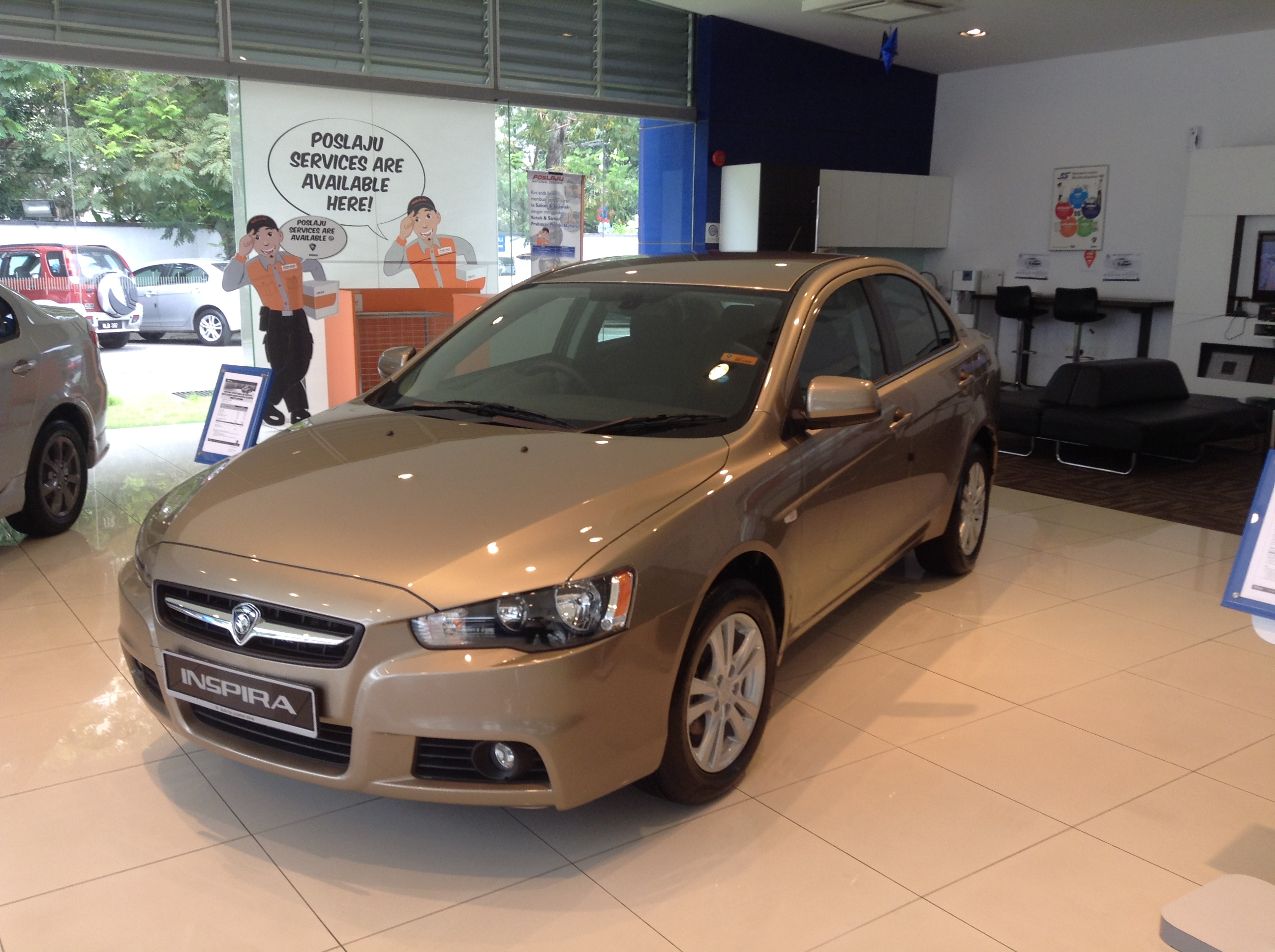
Proton Inspira 2.0E

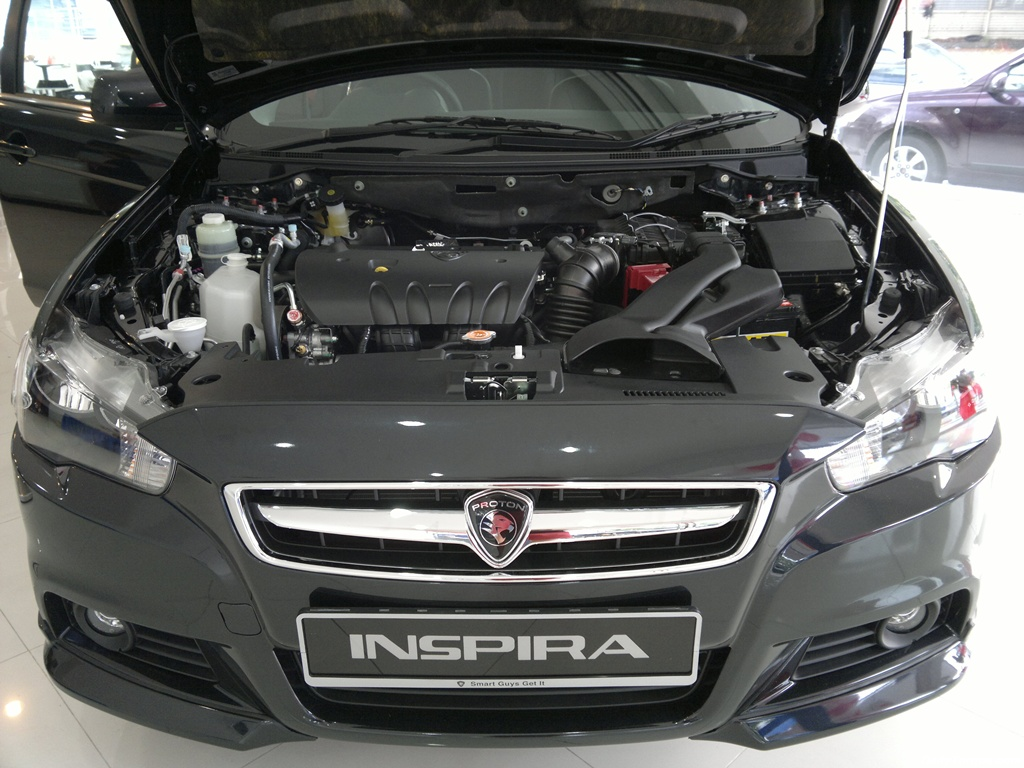
Модификация с двигателем Mitsubishi 4B11

Серийное производство автомобиля Proton Inspira стартовало 10 ноября 2010 года в рамках договора с Mitsubishi Motors. В основе конструкции автомобиля лежит шасси Mitsubishi Lancer 10 поколения, а дизайн — разработка специалистов Proton Edar Sdr Holding. Автомобиль оборудован двумя подушками безопасности, рулевым колесом с оплёткой, ремнями безопасности, противоугонной системой, антиблокировочной системой, системой распределения тормозных усилий, креплениями ISOFIX для безопасности детей, датчиками движения задним ходом, тонированными стёклами, автоматическими багажником и стеклоподъёмниками. С ноября 2011 года производились мелкосерийные варианты Proton Inspira R3. В 2012 году стартовало производство моделей Proton Inspira 2.0 Executive и Proton Inspira 2.0 Premium. В январе 2014 года была произведена модель Proton Inspira Super Premium. Весной 2015 года производство автомобилей Proton Inspira было завершено, на смену пришёл автомобиль Proton Prevé.